# August Stauda
August Stauda (19. červenec 1861 Žireč (dnes část Dvora Králové nad Labem) - 8. červenec 1928 Vídeň) byl rakouský fotograf. Nejvýznamnější část jeho díla dokumentuje přeměnu města Vídně na přelomu 19. a 20. století.

## Život

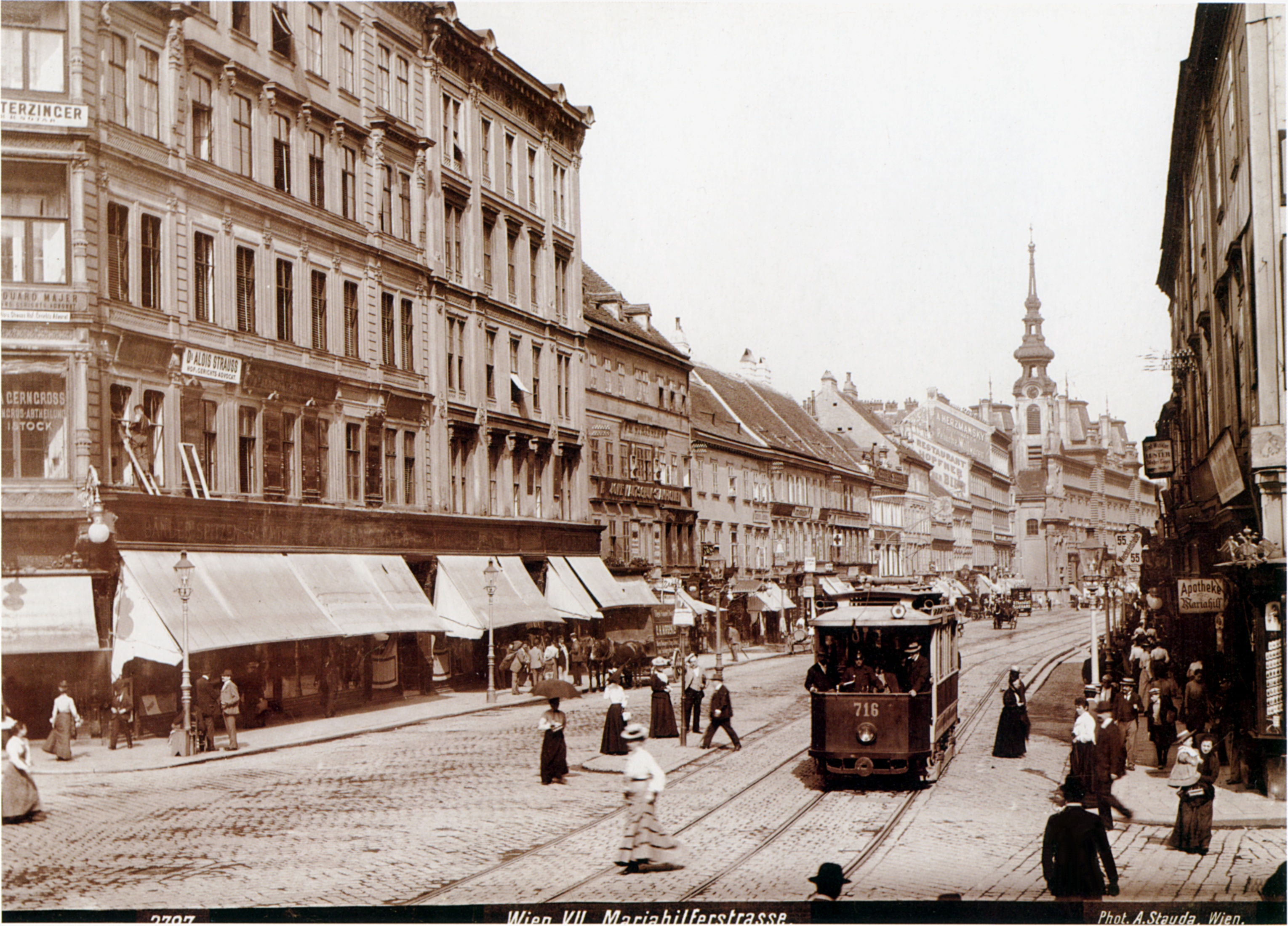
Třída Mariahilferstrasse, asi 1901–1903

Narodil se v obci Žireč (dnes část Dvora Králové nad Labem). Pracoval jako obchodní příručí v Trutnově a v Plzni. V roce 1882 se přestěhoval do Vídně, kde se vyučil fotografem u svého strýce Johanna Evangelisty Staudy (1853–1893). V roce 1886 si otevřel vlastní ateliér. Především pracoval jako fotograf architektury. Od roku 1898 do první světové války systematicky dokumentoval staré budovy na popud hraběte Karla Lanckorońského-Brzezie (1848–1933), který se věnoval mimo jiné památkové péči. Dokumentovány neměly být pouze umělecky a historicky cenné stavby, ale celková atmosféra staré Vídně. V roce 1913 byl Stauda jmenován přísežným znalcem. V průběhu války jeho ateliér zkrachoval.

## Dílo
Ve sbírkách Rakouské národní knihovny (Österreichische Nationalbibliothek) je zachováno na 3 000 Staudových snímků staré Vídně, které mají nesmírnou dokumentární hodnotu. Zobrazují nejenom pohledy do ulic, jednotlivé stavby a jejich interiéry, ale i městský mobiliář, drobné stavby a plastiky (kříže, boží muka, kapličky, náhrobky). Na mnoha snímcích jsou zachyceni i vídeňští obyvatelé.
Z dokumentárního hlediska je jeho dílo stejně významné, jako fotografie mizející Paříže od Eugène Atgeta nebo fotografie pražského Josefova od Jindřicha Eckerta.

## Výstavy
- August Stauda (1861-1928) : Vienne fin-de-siècle, Maison européenne de la photographie, Paříž, listopad 2004-leden 2005
- August Stauda, Stadtfotograf um 1900, výstava ve Wien Museum, Vídeň, duben-srpen 2006,